# Вітебські воєводи

Воєвода вітебський — посадова особа Великого князівства Литовського, Речі Посполитої; місцевий урядник у Вітебському воєводстві, заступник великого князя та короля.
Вітебське воєводство мало трьох сенаторів якими були: воєвода вітебський, каштелян та єпископ вітебські.
Згідно з привілеєм великого князя Олександра Ягеллончика (пізніше цей привілей був підтверджений Сигізмундом I Старим), воєвода вітебський призначався великим князем лише за згодою місцевої шляхти. Після Люблінської унії (1569 р.) він сидів у сенаті Речі Посполитої, де посідав 25 місце за важливістю: після воєводи полоцького та перед мазовецьким воєводою.

## Намісники
До утворення Вітебського воєводства керування відбувалося через намісників:
- Федір Весна (1392)
- Велька (бл. 1406)
- Румбольд Волімонтович (1422)
- князь Василь Семенович «Красний» (1431)
- Начко Гінівілович (1452)
- Івашко Гойцевич (1452—1459)
- Немирович Миколай (1463—1470)
- Ходкевич Іван (5.03.1476)
- Іллінич Іван[ru] (1482)
- князь Заславський Іван (9.01.1485)
- князь Заславський Федір (1492)
- князь Заславський Михайло (04.1494 — 04.1495)
- Станіслав Глібович[ru] (07.1495 — 07.1501)

## Воєводи
- Глібович Юрій (07.1503—22.08.1508),
- Сапіга Іван Семенович (06.09.1508—04.07.1511),
- Костевич Януш Станкович[ru] (1514—1517),
- Сапега Іван Богданович (1517/1520—1528, знятий з посади на вимогу місцевої шляхти),
- Глебович Ян Юрійович (1528—1532),
- Клочко Матей Войтехович[ru] (1532—1543),
- Насиловський Юрій (1543—1544),
- Кишка Станіслав Петрович (1544—1554),
- Ходкевич Григорій (1554—1555),
- Збаразький Стефан (1555—1564),
- Пац Станіслав Миколайович[ru] (1566—1588),
- Сапега Микола Павлович (1588—1599),
- Завіша Ян[be-tarask] (1599—1626),
- Сангушко Семен Самійло (1626—1638),
- Раковський Ян Войцех (1638—1639),
- Кишка Кшиштоф Станіславович (1639—1646)[2],
- Сапега Павло Ян (1646—1656),
- Волович Владислав Петрович (1656—1668),
- Храповицький Ян Антоній[ru] (1669—1685),
- Поцей Леонард Габріель (1686—1695)[3],
- Кришпін-Кіршенштейн Анджей Казимир[ru] (1695—1704),
- Поцей Казимир Олександр (1705—1728),
- Огінський Марцин Михайло[ru] (1730—1750),
- Сологуб Юзеф Антоній[ru] (1752—1781),
- Прозор Юзеф[ru] (1781—1787),
- Косаковський Михайло[ru] (1787—1794).